# Tymbira (cruzador torpedeiro)
Tymbira foi um cruzador torpedeiro operado pela Marinha do Brasil, pertencente à classe Tupi junto com o Tamoio e Tupi. Durante a Primeira Guerra Mundial, patrulhou a costa brasileira. Teve baixa de serviço em 30 de novembro do ano seguinte.

## Construção
Tymbira foi construído pelo estaleiro Stettin, em Kiel, na Alemanha, e foi lançado ao mar em 1 de abril de 1896. Seu nome é uma homenagem aos timbiras, povo indígena brasileiro que habitava o atual território do estado maranhense. Foi o primeiro cruzador torpedeiro encomendado da classe Tupi. A incorporação se deu em 26 de janeiro de 1896. O navio foi construído com 1 190 toneladas de deslocamento máximo, 79,35 m de comprimento, 9,40 m de boca, 5 m de pontal e 2,97 m de calado. Seu sistema de propulsão consistia em duas máquinas a vapor que geravam 7 693 HP de potência e impulsionava a embarcação a até 22,5 nós de velocidade. Possuía 2 canhões Armstrong de 101 mm, 6 canhões Nordenfelt de 57 mm, 2 canhões Maxim de 37 mm, 2 metralhadoras Maxim de 7 mm e 2 tubos lança torpedos de 452 mm.

## Serviço
Em maio de 1905, registrou-se que o Tymbira navegou para Manaus em formação com outras embarcações brasileiras. Em 1910 realizou exercícios navais no Rio de Janeiro. No fim de 1913, esteve com a frota da Esquadra da Ilha de São Sebastião, para exercícios navais, formada pelos encouraçados Minas Gerais, São Paulo, Floriano e Deodoro; os cruzadores Barroso, Bahia e Rio Grande do Sul, os cruzadores-torpedeiros Tamoio e Tupi, os contratorpedeiros Amazonas, Pará, Piauí, Rio Grande do Norte, Alagoas, Paraíba, Sergipe, Paraná, e o Santa Catarina. Durante a Primeira Guerra Mundial, patrulhou a costa brasileira entre os portos da região norte e o Rio de Janeiro. Teve baixa registrada em 30 de novembro de 1917.